# 渡邊岳已
渡邊岳已（わたなべ たけみ 1980年 - ）は自主制作映画監督、脚本家。株式会社カック元代表取締役。

## 人物
作風はストーリー性に重心を置おいた叙情的な作品が多い。しかしその中でもアクションやコメディーなど多種多様のフォーマットを駆使し、作品によって評価が分かれる。多種多様の人生観、ノスタルジーや郷愁感を誘う穏やかななストーリー展開など決して派手ではない表現の中に現代社会における癒し、心の拠り所を再現する。

## 来歴
1980年山形県山形市生まれ。番組制作会社の経営者だった父の影響を強く受け中学時代から映像に興味を持つ。だが当時はまだ高価であった8mmフィルム、HI8などの映像カメラには手が出せずにスチル写真を学び始める。
山形県立山形南高等学校卒業後、本格的に映像制作の道に進む決意をして1999年にアメリカに留学。カリフォルニア州立大学フラトン校に入学、映画学部に所属する。大学に進学した渡邊は民生用として普及し始めたデジタルビデオカメラを通して短編映画制作を始め、2001年9月11日、在米時に起きたアメリカ同時多発テロ事件の影響を受け、当時の社会思想、世論などを反映したドキュメンタリー映画撮影を開始する。また在学中に撮影、制作した35mm映画、HD映画、自主制作映画等を通し、撮影、照明学への道に関心を寄せる。
カリフォルニア州立大学を卒業し学士号を取得した後、ハリウッドでカメラマン、照明師、撮影監督等、様々な映像制作の現場で活動を始める。きっかけは大学4年時にアシスタントカメラを担った、HD映画の「All That I Want Need」で2005年のカンヌ国際映画祭上映決定をきっかけに様々な国での配給が決まり、当時の制作クルー達には映画業界に入る格好の扉となった。
2004年10月、父が突然病に倒れたとの報を聞き日本に帰国。帰国後は低予算の自主制作映画に取り組み「出羽一番商店街」、「泥棒警察」等の作品を制作、上映する。2006年に父が亡くなり同年2月に株式会社カックの代表取締役に就任。現在は株式会社カックにて山形放送「酒の肴つくってみーよ」、「やまがた極楽温泉」、「パワー全開!GO!GO!KIDS!」、さくらんぼテレビジョン「かんたんDIY&ガーデニング」などのテレビ番組を制作している。

## 学歴
- 1993年　山形市立第五小学校　卒業
- 1996年　山形市立第一中学校　卒業
- 1999年　山形県立山形南高等学校　卒業
- 2004年　カリフォルニア州立大学フラトン校映画学部　卒業

## 手掛けた主な作品
- 「Rush」(2000)
- 「Black out」(2001)：監督デビュー作
- 「Sept 11th」(2001)
- 「Caught」(2003)
- 「Paid in Full」(2003)
- 「In The Brink of an Eye」(2003)
- 「The Blackout 2」(2004)
- 「Donnie's Tree」(2004)
- 「Context」(2004)
- 「ROS Oklahoma Tour」(2004)
- 「All That I Need」(2004)
- 「Sven Stromson Blue」(2004)
- 「出羽一番商店街」(2005)
- 「泥棒警察」(2006)